# Николаев, Айсен Сергеевич
Айсен Сергеевич Николаев (якут. Сэргэй уола Ньукулаайап Айыы Сиэн; род. 22 января 1972, Ленинград) — российский государственный и политический деятель. Глава Республики Саха (Якутия) с 27 сентября 2018 (врио 28 мая — 27 сентября 2018). Секретарь Якутского регионального отделения партии «Единая Россия» с 7 ноября 2019.
Глава города Якутск (2012—2018).

## Биография
Родился 22 января 1972 года в Ленинграде в семье учителей, имеет двух братьев и сестру. Жил в Верхневилюйске.

### Образование
В 16 лет окончил с золотой медалью верхневилюйскую физико-математическую школу.
Поступил на физический факультет Московского государственного университета им. М. В. Ломоносова. В 1994 году выпустился из МГУ, и в том же году окончил Академию народного хозяйства при Правительстве Российской Федерации по специальности «Финансовый менеджмент».

### Карьера
С 1994 по 1995 годы руководил АОЗТ «САПИ-центр».
В 1995 году вошёл в состав правления открытого акционерного общества "Коммерческий банк «Алмазэргиэнбанк», с 1995 по 1998 годы — заместитель председателя правления.
В 1997—2002 годах был депутатом 2-го созыва верхней палаты Государственного собрания Якутии от Оленёкского одномандатного округа.
С 1998 по 2003 годы являлся председателем правления «Алмазэргиэнбанка», а также вице-президентом ООО ФК «САПИ».
В 2002—2004 годах был депутатом 3-го созыва Государственного собрания Якутия от партии «Союз правых сил».
С 2004 года — министр финансов Якутии.
С 16 февраля 2007 года — руководитель Администрации президента и правительства Якутии.
С 18 мая 2011 года назначен первым заместителем председателя Правительства Якутии.

## Мэр Якутска
В начале декабря 2011 года гордума Якутска назначила выборы мэра на полгода раньше — одновременно с президентскими 4 марта 2012 года, а затем 23 декабря 2011 года мэр Якутска Юрий Заболев подал в отставку. В январе 2012 года Айсен Николаев был выдвинут партией «Единая Россия» кандидатом на выборах мэра Якутска. На состоявшихся 4 марта 2012 года выборах Николаев получил 47,73 % голосов при явке избирателей 69,84 %. По итогам голосования он был избран главой администрации городского округа Якутск на 5 лет.
Весной 2017 года, до назначения очередных выборов мэра Якутска, якутское отделение партии «Единая Россия» провело праймериз кандидатов на выборы главы Якутска. Айсен Николаев набрал 86 %. Летом 2017 года Николаев вновь был выдвинут кандидатом в мэры Якутска. На состоявшихся 10 сентября 2017 года на выборах он получил 68,4 % голосов избирателей и был избран на второй срок.

## Глава Якутии
Указом Президента России Владимира Путина от 28 мая 2018 года назначен временно исполняющим обязанности Главы Республики Саха (Якутия).
9 сентября 2018 года избран Главой Республики Саха (Якутия), набрав на выборах 71,40 % голосов избирателей, принявших участие в голосовании.
С 27 сентября 2018 года вступил в должность Главы Республики Саха (Якутия).
С 2 августа 2019 по 27 января 2020 — член президиума Государственного совета Российской Федерации.
С июля 2022 года за поддержку вторжения России на Украину находится под санкциями Великобритании.
11 сентября 2023 года победил на выборах главы Якутии с 75,77 % голосов.
27 сентября 2023 года принёс присягу и официально вступил в должность главы Якутии.

## Партийность
Член Политического Совета регионального отделения «Единой России».

## Общественная деятельность
Президент Федерации вольной борьбы Республики Саха (Якутия).

## Семья
Жена — Николаева Людмила Валерьевна, председатель правления «Алмазэргиэнбанка» с 2014 по 2018 год. Имеет троих детей. Мать — Тамара Сергеевна, отец — Александр Андреевич Николаев.

## Награды
- Орден Дружбы (21 марта 2022) — за большой вклад в социально-экономическое развитие Республики Саха (Якутия)[18].
- Орден Дружбы (2023, ДНР)[19].
- Юбилейная медаль, посвящённая годовщине воссоединения Донецкой Народной Республики с Россией (2023, ДНР)[19].
- Звание «Почётный гражданин города Якутска» (10 сентября 2022)[20]
- Заслуженный работник народного хозяйства Республики Саха (Якутия) (2008).
- Нагрудный знак «За вклад в развитие парламентаризма в Республике Саха (Якутия)» (31 мая 2023) — за вклад в развитие законодательства, парламентаризма и межпарламентских связей в Республике Саха (Якутия)[источник не указан 408 дней]

религиозные:
- Орден Святого благоверного великого князя Александра Невского III степени (22 января 2022)[21][22].

## Санкции
С июля 2022 года, за поддержку войны России против Украины, находится под санкциями Великобритании. 
С 15 декабря 2022 года находится под санкциями США за призыв граждан на военную службу в ответ на приказ о мобилизации.
19 августа 2022 года Николаев включён в санкционный список Канады «близких соратников режима, которые являются соучастниками агрессии российского режима против Украины».
19 октября 2022 года включён в санкции Украины как «глава государственного органа, осуществлявший поддержку/поощрение/публичное одобрение политики РФ, направленной на проведение военных действий и геноцид гражданского населения в Украине».
По аналогичным основаниям находится под санкциями Австралии и Новой Зеландии.